# Tratados preliminares de La Soledad

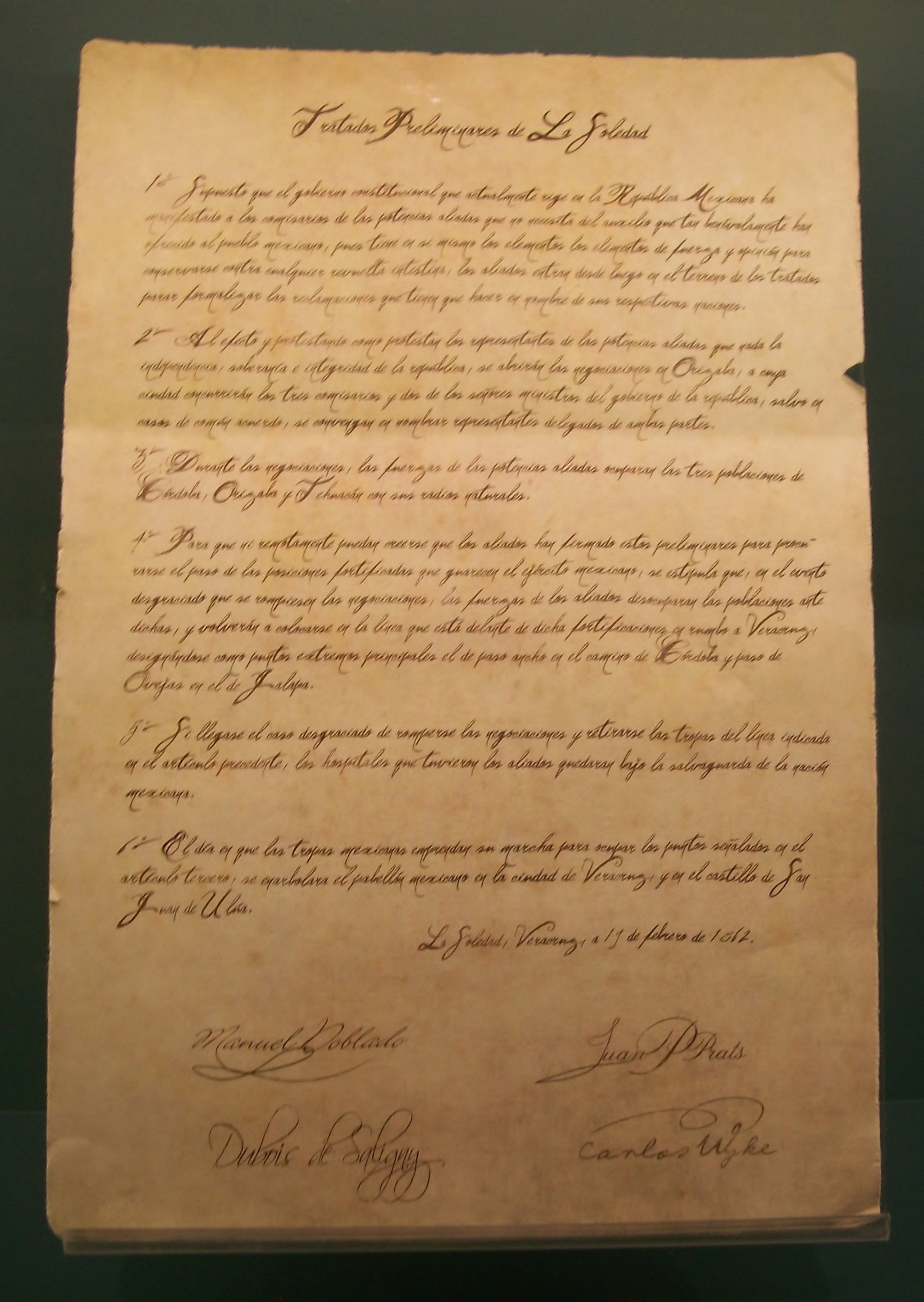
Reproducción de los tratados que se exhibe en el Museo Nacional de las Intervenciones, en la Ciudad de México.

Los Tratados preliminares de La Soledad fueron una serie de convenios firmados en la población mexicana de La Soledad, en el estado de Veracruz el 19 de febrero de 1862, entre el ministro de Relaciones Exteriores de México, Manuel Doblado y el representante de la Alianza Tripartita, el español Juan Prim, conde de Reus. 
La Alianza Tripartita, formada por Reino Unido, Francia y España, se había firmado en Londres, el 31 de octubre de 1861, estableciendo una intervención contra la República Mexicana en la denominada Convención de Londres. El 17 de diciembre, de ese mismo año, las potencias aliadas toman la fortaleza de San Juan de Ulúa y desembarcan en el puerto de Veracruz instalándose en las localidades mexicanas de Orizaba y Xalapa, para invadir el país. 
En consecuencia, el presidente Benito Juárez comisionó a su ministro de Relaciones Exteriores para lograr la suscripción de un acuerdo con los representantes de las potencias europeas en cuestión, con la finalidad de evitar una invasión armada en el resto del territorio mexicano. En el mes de febrero de 1862, en la localidad de La Soledad, se logró la firma del Tratado en cita, en el que, en términos generales, se acordó que Reino Unido, Francia y España respetarían la integridad territorial e independencia de México; que se abrirían negociaciones en Orizaba entre los representantes europeos y del gobierno mexicano, para atender las demandas de pago de las deudas que se hubieran contraído legítimamente; en tanto duraran dichas negociaciones, las tropas de Reino Unido, España y Francia, ocuparían las poblaciones de Orizaba, Córdoba y Tehuacán, respectivamente; y en caso de que las negociaciones resultaran infructuosas, las tropas aliadas asumían el compromiso de retirarse nuevamente hacia el puerto de Veracruz. 
Con la firma de dichos convenios, Manuel Doblado, ministro de Relaciones Exteriores del gobierno mexicano, logró hacer que el representante español, Juan Prim, Conde de Reus, y lord John Russell por Inglaterra, se retiraran a cambio de la negociación y promesa del pago de la deuda mexicana. Abandonando estas dos potencias México en los primeros días del mes de mayo de 1862. Pero Dubois de Saligny, por Francia, avanzó hasta Puebla con fuerzas dispuestas a conquistar el país. Incluso, Napoleón III, aún abiertas las negociaciones entre México y las potencias europeas, envió a Charles Ferdinand Latrille, Conde de Lorencez, al puerto de Veracruz para sumarse a las tropas francesas apostadas en Tehuacán, Puebla; con la finalidad de preparar la invasión militar. Así comenzó la Intervención Francesa.
Debido a la grave situación que significaba para México una posible invasión militar de las tres potencias europeas, en el marco de las negociaciones con éstas; en el mes de abril de 1862, Manuel Doblado suscribió con Thomas Corwin, Ministro Plenipotenciario de los Estados Unidos, un tratado para la obtención de un préstamo de 11 millones de pesos para hacer frente a las reclamaciones europeas, dejando como garantía las diversas propiedades en manos muertas que previamente habían sido nacionalizados por el gobierno juarista. Sin embargo, el Tratado Corwin-Doblado no fue ratificado por el Gobierno de los Estados Unidos.